# Gadilidae
Gadilidae is een familie van weekdieren uit de klasse Scaphopoda (stoottanden).

## Geslachten
- Bathycadulus Scarabino, 1995
- Cadulus Philippi, 1844
- Dischides Jeffreys, 1867
- Gadila Gray, 1847
- Polyschides Pilsbry & Sharp, 1898
- Sagamicadulus Sakurai & Shimazu, 1963

- Siphonodentaliinae Tryon, 1884
  - Siphonodentalium M. Sars, 1859
  - Striocadulus Emerson, 1962